# Katon W. DePena
Katon DePena (Buena Park, 16 settembre 1963) è un cantante statunitense, leader della band Hirax.
Da giovane si formò nella scena underground di San Francisco dove subì l'influenza di band come Metallica e Slayer. Fu anche fondatore della band Phantasm, della quale fece parte anche Ron McGovney (ex-bassista dei Metallica).

## Discografia

### Hirax
Album in studio
- 1985 - Raging Violence
- 1986 - Hate, Fear and Power
- 2004 - The New Age of Terror
- 2009 - El Rostro De La Muerte
- 2014 - Immortal Legacy

EP
- 2000 - El Diablo Negro
- 2001 - Barrage of Noise
- 2007 - Assassins of War
- 2007 - Chaos and Brutality

Raccolte
- 1987 - Not Dead Yet
- 2008 - Thrash Metal Assassins
- 2010 - Noise Chaos War

DVD
- 2006 - Thrash 'til Death
- 2008 - Thrash and Destroy

### Phantasm
- 2001 - Wreckage